# Південна Фінляндія
Півде́нна Фінля́ндія — одна з колишніх шести губерній (фін. lääni) Фінляндії. Межувала зі скасованими губерніями Західною Фінляндією, Східною Фінляндією та Росією. Омивалася водами Фінської затоки.
Утворена під час адміністративної реформи 1997 року. До її складу включили губернії Уусімаа, Кюмі, Пяйят-Гяме та Канта-Хяме, що на той момент існували, а також місто Гейнола, виділене зі складу губернії Міккелі.
1 січня 2010 року губернія скасована.

## Склад
Включала наступні провінції:
- Південна Карелія (фін. Etelä-Karjala, швед. Södra Karelen)
- Пяйят-Гяме (фін. Päijät-Häme, швед. Päijänne Tavastland)
- Канта-Хяме (фін. Kanta-Häme, швед. Egentliga Tavastland)
- Уусімаа (фін. Uusimaa, швед. Nyland)
- Ітя-Уусімаа (фін. Itä-Uusimaa, швед. Östra Nyland)
- Кюменлааксо (фін. Kymenlaakso, швед. Kymmenedalen)

Губернія розділялась на 88 комун.